# Triệu Lộ Tư
Triệu Lộ Tư  (tiếng Trung: 赵露思; bính âm: Zhào Lùsī; sinh ngày 9 tháng 11 năm 1998) là một nữ diễn viên người Trung Quốc. Cô được biết đến với vai diễn Trần Thiên Thiên trong phim Trần Thiên Thiên, ngày ấy bây giờ, Trình Thiếu Thương trong phim Tinh hán xán lạn và Tang Trĩ trong phim Vụng trộm không thể giấu.

## Sự nghiệp
Triệu Lộ Tư bắt đầu tham gia ngành công nghiệp giải trí Trung Quốc vào năm 2016 bằng việc đăng ký tham gia buổi tuyển chọn "Super Girl" của Đài Truyền hình Hồ Nam. Cùng năm, cô tham gia chương trình tạp kỹ khoa học viễn tưởng "Cục Tình Báo Sao Hỏa mùa 2" được phát sóng trên Youku.
Năm 2017, cô tham gia bộ phim "Phượng Tù Hoàng", chính thức bước chân vào sự nghiệp diễn viên, tuy chỉ là vai diễn phụ nhưng cô được khán giả đặc biệt chú ý vì khả năng diễn xuất hết sức nổi bật của mình thậm chí lấn át dàn diễn viên chính Ngày 1 tháng 7 năm 2017, tham gia chương trình tạp kỹ khoa học viễn tưởng nổi tiếng nhất thế giới"Cục tình báo sao Hỏa mùa 3" được phát sóng trên Youku, sau đó, cô tham gia bộ phim điện ảnh cổ trang giả tưởng "Tây Du chi Tịnh Đàn sứ giả". Ngày 29 tháng 9, bộ phim điện ảnh "Ban nhạc máy khâu" có sự tham gia của Triệu Lộ Tư được phát sóng.
Ngày 23 tháng 4 năm 2018, bộ phim lãng mạn chủ đề ẩm thực "Manh thê Thực Thần" có cô tham gia được phát sóng trên Tencent Video. Ngày 25 tháng 4, cô đóng vai chính trong bộ phim lãng mạn "Ôi, Hoàng đế bệ hạ của ta", bộ phim đã được phát hành trên Tencent Video, đây là bộ phim đầu tiên cô tham gia đóng chính, đồng thời cô cũng thực hiện ca khúc "Tựa như rơi vào biển tình" cho bộ phim cùng với Cốc Gia Thành.
Ngày 12 tháng 1 năm 2019, cô đã giành được giải thưởng "Diễn viên tiềm năng nhất thập kỉ (phim chiếu mạng)" tại Liên hoan phim và truyền hình Kim Cốt Đóa lần thứ 3. Ngày 28 tháng 1, bộ phim "Câu chuyện cảm động nhất" do cô cùng với Vương Dĩ Luân đóng vai chính chính thức phát sóng. Ngày 14 tháng 2, bộ phim điện ảnh tình cảm đô thị "Lam sắc sinh tử luyến" do cô đóng vai chính được phát hành trên toàn quốc. Ngày 30 tháng 5, bộ phim giả tưởng "Thanh Nang truyện" do cô cùng với Lý Hoành Nghị đóng vai chính được phát sóng trên mọi nền tảng. Ngày 5 tháng 7, bộ phim cổ trang "Thiên lôi nhất bộ chi Xuân hoa thu nguyệt" do cô và Lý Hoành Nghị một lần nữa hợp tác đóng vai chính được phát sóng trên Youku. Ngày 8 tháng 11, tham gia chương trình tạp kỹ "Real Actor" được phát sóng trên Youku.
Ngày 19 tháng 3 năm 2020, bộ phim "Tam thiên nha sát" do cô và Trịnh Nghiệp Thành đóng vai chính được công chiếu Mango TV. Ngày 18 tháng 5, bộ phim tình cảm cổ trang "Trần Thiên Thiên, ngày ấy bây giờ" do cô đóng vai chính được phát sóng trên Tencent Video. Ngày 1 tháng 9, bộ phim hài lãng mạn "Quốc Tử Giám có một nữ đệ tử" do Triệu Lộ Tư đóng vai chính được phát sóng trên Tencent Video. Ngày 15 tháng 9, bộ phim tình cảm đô thị "Yêu em từ dạ dày" do cô đóng vai chính được phát sóng trên Tencent Video, đồng thời thể hiện ca khúc chủ đề "Em thích anh" cho bộ phim. Ngày 27 tháng 10, cùng với Dương Dương tham gia đóng vai chính trong bộ phim cổ trang "Thả thí thiên hạ".
Ngày 31 tháng 3 năm 2021, bộ phim cổ trang "Trường Ca Hành" do cô đóng vai phụ được phát ra mắt trên Tencent Video, đồng thời thực hiện ca khúc "Thật mong chàng là bài ca bất tận của ta" cho bộ phim. Ngày 20 tháng 5, bộ phim đô thị lãng mạn "Vô tình nhặt được tổng tài" do cô đóng vai chính được phát sóng trên Youku. Ngày 14 tháng 6, bộ phim "Ngõ nhỏ" do Triệu Lộ Tư và Hầu Minh Hạo đóng vai chính chính thức khai máy tại Bắc Kinh. Ngày 26 tháng 7, bộ phim Tinh hán xán lạn do Triệu Lộ Tư và Ngô Lỗi đóng vai chính được khai máy.
Ngày 14 tháng 05 năm 2023, bộ phim "Hậu lãng" do cô đóng chính vào vai Tôn Đầu Đầu công chiếu trên Youku và đài Đông Phương. Ngày 20 tháng 6 năm 2023, bộ phim thanh xuân vườn trường "Vụng trộm không thể giấu" do cô và Trần Triết Viễn đóng chính ra mắt trên Youku, đồng thời thực hiện hai ca khúc là "Chỉ muốn vụng trộm giấu anh đi" kết hợp với Uông Tô Lang và "Em có người mình thích rồi" cho bộ phim.

## Sinh hoạt cá nhân
Triệu Lộ Tư học tại Trường Trung cấp Trực thuộc Đại học Giao thông Tây Nam; sau đó theo học Khoa Thời trang và Người mẫu Đại học Minh Đạo. Vào những năm cuối đại học còn kinh doanh một cửa hàng hoành thánh ở phố ẩm thực của trường.

## Phim tham gia

### Phim truyền hình
| Năm  | Tựa đề                                     | Tựa đề tiếng Trung | Vai diễn                          | Bạn Diễn                               | Kênh phát sóng                          | Ghi chú   |
| ---- | ------------------------------------------ | ------------------ | --------------------------------- | -------------------------------------- | --------------------------------------- | --------- |
| 2018 | Phượng Tù Hoàng                            | 凤囚凰             | Mã Tuyết Vân                      | Tống Uy Long, Quan Hiểu Đồng           | Hồ Nam TV, Mango TV, IQIYI (14-01-2018) | Vai phụ   |
| 2018 | Manh thê Thực Thần                         | 萌妻食神           | Liễu Y Y                          | Chủng Đan Ni, Từ Chí Hiền              | Tencent Video                           | Vai phụ   |
| 2018 | Ôi! Hoàng đế bệ hạ của ta                  | 哦！我的皇帝陛下   | Lạc Phi Phi                       | Cốc Gia Thành, Tiêu Chiến              | Tencent Video                           | Vai chính |
| 2019 | Câu chuyện cảm động nhất                   | 最动听的事         | Bối Nhĩ Đóa                       | Vương Dĩ Luân                          | Youku, Mango TV                         | Vai chính |
| 2019 | Thanh Nang truyện                          | 青囊传             | Diệp Vân Thường                   | Lý Hoành Nghị                          | Youku                                   | Vai chính |
| 2019 | Thiên lôi nhất bộ chi Xuân hoa thu nguyệt  | 天雷一部之春花秋月 | Xuân Hoa                          | Lý Hoành Nghị                          | Youku                                   | Vai chính |
| 2020 | Tam thiên nha sát                          | 三千鸦杀           | Đàm Xuyên/ A Mãn                  | Trịnh Nghiệp Thành                     | Youku, Mango TV                         | Vai chính |
| 2020 | Trần Thiên Thiên, ngày ấy bây giờ          | 传闻中的陈芊芊     | Trần Thiên Thiên/ Trần Tiểu Thiên | Đinh Vũ Hề                             | Tencent Video                           | Vai chính |
| 2020 | Yêu em từ dạ dày                           | 我，喜欢你         | Cố Thắng Nam                      | Lâm Vũ Thân                            | Tencent Video                           | Vai chính |
| 2021 | Trường ca hành                             | 长歌行             | Lý Lạc Yên                        | Địch Lệ Nhiệt Ba, Ngô Lỗi, Lưu Vũ Ninh | Tencent Video, Đài Sơn Đông, iQIYI      | Vai phụ   |
| 2021 | Vô tình nhặt được tổng tài                 | 一不小心捡到爱     | Cố An Tâm                         | Lưu Đặc                                | Youku                                   | Vai chính |
| 2021 | Quốc Tử Giám có một nữ đệ tử               | 国子监来了个女弟子 | Tang Kỳ                           | Từ Khai Sính                           | Tencent Video                           | Vai chính |
| 2022 | Thả thí thiên hạ (Tranh Thiên Hạ)          | 且试天下           | Bạch Phong Tịch/ Phong Tích Vân   | Dương Dương                            | Tencent Video                           | Vai chính |
| 2022 | Tinh hán xán lạn - Nguyệt thăng thương hải | 星汉灿烂・月升沧海 | Trình Thiếu Thương                | Ngô Lỗi                                | Tencent Video, IQIYI                    | Vai chính |
| 2022 | Ngõ nhỏ                                    | 胡同               | Điền Tảo                          | Hầu Minh Hạo                           | Mango TV                                | Vai chính |
| 2023 | Hậu lãng                                   | 后浪               | Tôn Đầu Đầu                       | La Nhất Châu                           | Youku, Đài Đông Phương (14-5-2023)      | Vai chính |
| 2023 | Vụng trộm không thể giấu                   | 偷偷藏不住         | Tang Trĩ                          | Trần Triết Viễn                        | Youku(20-6-2023)                        | Vai chính |
| 2023 | Thần ẩn (Thiên Cổ Quyết Trần 2)            | 神隱               | Phượng Ẩn/ A Âm                   | Vương An Vũ                            | Tencent Video, IQIYI                    | Vai chính |
| 2024 | Rèm ngọc châu sa                           | 珠帘玉幕           | Đoan Ngọ/Tô Mạc Già               | Lưu Vũ Ninh                            | Youku                                   | Vai chính |

### Phim điện ảnh

###### Phim điện ảnh
| Năm  | Tên phim                   | Tựa đề tiếng Trung | Vai diễn        | Bạn diễn                                                 | Ghi chú   | Tham khảo     |
| ---- | -------------------------- | ------------------ | --------------- | -------------------------------------------------------- | --------- | ------------- |
| 2017 | Ban nhạc máy khâu          | 缝纫机乐队         | Tiểu hộ sĩ      | Cổ Lực Na Trát, Đổng Thành Bằng, Lý Hồng Kỳ              | vai phụ   | [ 6 ]         |
| 2017 | Bản tình ca mùa đông       | 冬季恋歌           |                 | Trương Quýnh Mẫn                                         | vai chính | Phim đồ họa   |
| 2019 | Lam sắc sinh tử luyến      | 蓝色生死恋         | Ân Hi           | Hứa Khải                                                 | vai chính | [ 12 ]        |
| 2021 | 1921                       | 1921               | Lưu Thanh Dương | Hứa Khải, Trương Tịnh Nghi, Lưu Thi Thi, Nghê Ni, v.v... | khách mời | [ 27 ]        |
| TBA  | Tây Du chi Tịnh đàn sứ giả | 西游之净坛使者     | Thu Nguyệt      |                                                          | vai phụ   | [ 28 ] [ 29 ] |

## Âm nhạc

### Nhạc phim
| Thời gian phát hành | Tên bài hát                              | Tựa đề tiến Trung    | Ghi chú                                                         |
| ------------------- | ---------------------------------------- | -------------------- | --------------------------------------------------------------- |
| 21 tháng 4 năm 2018 | Tựa như rơi vào biển tình                | 好像掉进爱情海里     | Bài hát kế thúc phim "Ôi, Hoàng đế bệ hạ của ta"                |
| 5 tháng 7 năm 2019  | Thiếu nữ giàu tâm hồn yêu đương          | 恋爱脑少女           | Bài hát mở đầu phim "Thiên lôi nhất bộ chi Xuân hoa thu nguyệt" |
| 18 tháng 5 năm 2020 | Thời quang thoại                         | 时光话               | Nhạc phim "Trần Thiên Thiên, ngày ấy bây giờ"                   |
| 15 tháng 9 năm 2020 | Em thích anh                             | 我喜欢你             | Bài hát chủ đề phim "Yêu em từ dạ dày"                          |
| 12 tháng 4 năm 2021 | Thật mong chàng là bài ca bất tận của ta | 多么愿你是我恒久的歌 | Nhạc phim "Trường Ca Hành"                                      |
| 30 tháng 5 năm 2021 | Nhặt được anh vào ngày mưa rơi           | 捡到你的下雨天       | Bài hát mở đầu phim "Vô tình nhặt được tổng tài"                |
| 23 tháng 9 năm 2021 | Đời này dành cả cho chàng                | 此生予你             | Bài hát chủ đề phim "Quốc Tử Giám có một nữ đệ tử"              |
| 20 tháng 6 năm 2023 | Chỉ muốn vụng trộm giấu anh đi           | 只想把你偷偷藏好     | Bài hát chủ đề phim "Vụng trộm không thể giấu"                  |
| 20 tháng 6 năm 2023 | Em có người mình thích rồi               | 我有喜欢的人了       | Nhạc phim "Vụng trộm không thể giấu"                            |
| 9 tháng 12 năm 2023 | Ẩn tâm                                   | 隐心                 | Nhạc phim "Thần Ẩn"                                             |

### Ca khúc thể hiện
| Thời gian phát hành  | Tên bài hát                                | Tựa đề tiến Trung          | Ghi chú                                                                            |
| -------------------- | ------------------------------------------ | -------------------------- | ---------------------------------------------------------------------------------- |
| 25 tháng 7 năm 2020  | Môn học bắt buộc của thanh xuân            | 青春必修课                 | Với Lục Vũ Bằng                                                                    |
| 18 tháng 8 năm 2020  | Tựa như rơi vào biển tình                  | 好像掉进爱情海里           | Với Lưu Vũ Ninh                                                                    |
| 16 tháng 10 năm 2020 | Vạn vật hấp dẫn, Cơn gió mùa hạ, Tớ và Cậu | 万有引力, 夏天的风, 我和你 | Kết hợp với Uông Tô Lang trong Đêm hội Douyin "Super Sweet 2020"                   |
| 31 tháng 12 năm 2020 | Mang chủng                                 | 芒种                       | Bài hát chủ đề của "Bữa tiệc đêm giao thừa năm 2020" của Chiết Giang TV            |
| 2 tháng 1 năm 2021   | Trái tim nối liền đôi tay                  | 心手相握                   | Bài hát chủ đề của "Bữa tiệc đêm giao thừa năm 2021" của Chiết Giang TV            |
| 7 tháng 1 năm 2021   | Hứa Nguyện Trì - Water Fountain            | 许愿池                     | Kết hợp với Alec Benjamin                                                          |
| 9 tháng 1 năm 2021   | Tựa như rơi vào biển tình                  | 好像掉进爱情海里           | Với Liu Yi Tong                                                                    |
| 28 tháng 9 năm 2021  | Giấc mộng giữa đêm hè                      | 仲夏夜之梦                 | Với VaVa Mao Diễn Thất                                                             |
| 1 tháng 1 năm 2023   | Là anh                                     | 是你                       | "Những giấc mơ về phương Đông " - Lễ đón giao thừa 2023 của Đông Phương TV         |
| 16 tháng 10 năm 2023 | Có anh ở đây                               | 有你在                     | Bản tiếng Trung ca khúc "Whatever" - Đêm hội Douyin Wonderful night 2023           |
| 31 tháng 12 năm 2023 | Vịnh trăng khuyết                          | 月牙湾                     | Trình diễn hát và múa đôn hoàng - Đêm giao thừa năm 2024 đài Hồ Nam TV             |
| 31 tháng 12 năm 2023 | Tình yêu tràng ngập                        | 全是爱                     | Trình diễn cùng nhóm Phượng Hoàng Truyền Kỳ - Đêm giao thừa năm 2024 đài Hồ Nam TV |

## Chương trình tạp kỹ
| Thời gian tham gia   | Tên chương trình            | Tựa đề tiếng Trung | Kênh           | Ghi chú              |
| -------------------- | --------------------------- | ------------------ | -------------- | -------------------- |
| 4 tháng 11 năm 2016  | Cục tình báo sao Hỏa mùa 2  | 火星情报局第二季   | Youku          | trung cấp đặc công   |
| 1 tháng 7 năm 2017   | Cục tình báo sao Hỏa mùa 3  | 火星情报局第三季   | Youku          | trung cấp đặc công   |
| 19 tháng 6 năm 2018  | Hỏa tinh cúp thế giới       | 火星世界杯         | Mango TV       | khách mời            |
| 2 tháng 11 năm 2018  | Cục tình báo sao Hỏa mùa 4  | 火星情报局第四季   | Youku          | cao cấp đặc công     |
| 1 tháng 2 năm 2019   | Thanh lâm kỳ cảnh mùa 2     | 声临其境第二季     | IQIYI          | tân sinh             |
| 14 tháng 7 năm 2019  | IQIYI Fans Carnival         | 爱奇艺粉丝嘉年华   | IQIYI          | khách mời            |
| 3 tháng 11 năm 2019  | Phạn cục lang nhân sát      | 饭局狼人杀         | Tencent Video  | khách mời            |
| 8 tháng 11 năm 2019  | Phái diễn xuất - Real Actor | 演技派             | Youku          | thực tập sinh        |
| 15 tháng 2 năm 2020  | Eat Well                    | 好好吃饭           | Youku          | khách mời            |
| 20 tháng 2 năm 2020  | Vui vẻ tại nhà cụt          | 鹅宅好时光         | Youku          | khách mời            |
| 27 tháng 2 năm 2020  | Thiên thiên vân thời gian   | 天天云时间         | Mango TV       | khách mời            |
| 6 tháng 8 năm 2020   | Hiện thân đi, kẻ tình nghi  | 现身吧！嫌疑人     | Youku          | khách mời thường trú |
| 21 tháng 11 năm 2020 | Happy Camp                  | 快乐大本营         | Hồ Nam TV      | khách mời            |
| 27 tháng 12 năm 2020 | Ngày ngày tiến lên          | 天天向上           | Hồ Nam TV      | khách mời            |
| 9 tháng 1 năm 2021   | Phi thường truyền kỳ        | 非常传奇           | CCTV           | khách mời            |
| 27 tháng 7 năm 2021  | Xin nhờ tủ lạnh             | 拜托了冰箱         | Tencent Video  | khách mời            |
| 29 tháng 7 năm 2022  | Running man                 | 奔跑吧兄弟         | Chiết Giang TV | khách mời            |
| 24 tháng 6 năm 2023  | Xin chào thứ 7              | 你好，星期六       | Mango TV       | khách mời            |

## Giải thưởng
| Năm  | Lễ trao giải                                                   | Giải thưởng                                                                          | Phim                                                                        | Kết quả   |
| ---- | -------------------------------------------------------------- | ------------------------------------------------------------------------------------ | --------------------------------------------------------------------------- | --------- |
| 2019 | Liên hoan phim và truyền hình mạng Kim Cốt Đóa lần 3           | Diễn viên tiềm năng của năm                                                          | Ôi, Hoàng đế bệ hạ của ta                                                   | Đoạt giải |
| 2020 | Lễ trao giải Diễn viên Trung Quốc lần thứ 7                    | Nữ diễn viên chính xuất sắc nhất (phim chiếu mạng)                                   | Trần Thiên Thiên, ngày ấy bây giờ                                           | Đoạt giải |
| 2020 | Giải thưởng Điện ảnh và truyền hình Hoành Điếm lần 7           | Nữ diễn viên chính xuất sắc nhất                                                     | Trần Thiên Thiên, ngày ấy bây giờ                                           | Đoạt giải |
| 2020 | Tencent Tinh Quang Đại Thưởng                                  | Diễn viên truyền hình đột phá của năm                                                | Trần Thiên Thiên, ngày ấy bây giờ                                           | Đoạt giải |
| 2020 | Giải thưởng Hoa Đỉnh lần thứ 29                                | Người mới xuất sắc nhất                                                              | Trần Thiên Thiên, ngày ấy bây giờ                                           | Đoạt giải |
| 2020 | Giải thưởng Hoa Đỉnh lần thứ 29                                | Nữ diễn viên xuất sắc nhất                                                           | Trần Thiên Thiên, ngày ấy bây giờ                                           | Đoạt giải |
| 2021 | Lễ trao đổi màn hình kết hợp và truyền thông kỹ thuật số lần 2 | Nữ diễn viên năng động                                                               | Trần Thiên Thiên, ngày ấy bây giờ                                           | Đoạt giải |
| 2021 | Douyin Star Night 2021                                         | Nghệ sĩ tỏa sáng của năm                                                             |                                                                             | Đoạt giải |
| 2021 | Seoul International Drama Awards 2021                          | Asian Star Prize (ngôi sao châu Á)                                                   | Trường Ca Hành                                                              | Đoạt giải |
| 2022 | Liên hoan phim Trung Mỹ (Chinese American TV Festival)         | Nữ Diễn Viên Trẻ Vượt Trội Nhất Năm 2022                                             | Tinh Hán Xán Lạn - Nguyệt Thăng Thương Hải                                  | Đoạt giải |
| 2022 | Đêm hội tầm nhìn Weibo                                         | Diễn viên xuất sắc                                                                   | Tinh Hán Xán Lạn - Nguyệt Thăng Thương Hải Thả Thí Thiên Hạ /Tranh Thiên Hạ | Đoạt giải |
| 2022 | Liên hoan truyền hình quốc tế Ma Cao lần thứ 13                | Giải "Kim Liên Hoa" - nữ diễn viên xuất sắc nhất                                     | Tinh Hán Xán Lạn - Nguyệt Thăng Thương Hải                                  | Đoạt giải |
| 2022 | Lễ trao giải Hoa Đỉnh lần thứ 35                               | Giải "Hoa Đỉnh" - Nữ diễn viên phim truyền hình xuất sắc                             | Tinh Hán Xán Lạn - Nguyệt Thăng Thương Hải                                  | Đoạt giải |
| 2022 | Liên hoan phim và truyền hình trực tuyến Kim Cốt Đóa lần thứ 6 | Giải thưởng Kim Cốt Đóa                                                              | Thả Thí Thiên Hạ /Tranh Thiên Hạ                                            | Đoạt giải |
| 2023 | Liên hoan Phim truyền hình quốc tế Thượng Hải                  | Giải thưởng Bạch Ngọc Lan                                                            | Tinh Hán Xán Lạn - Nguyệt Thăng Thương Hải Thả Thí Thiên Hạ /Tranh Thiên Hạ | Đoạt giải |
| 2023 | Tencent Video All Star Night 2023                              | Diễn viên hải ngoại nổi tiếng nhất năm Diễn viên phim truyền hình nổi tiếng nhất năm |                                                                             | Đoạt giải |

## Chứng thực thương hiệu

### Đại diện phát ngôn
| Năm  | Thương hiệu                  | Dòng sản phẩm                    | Thân phận                               | Ghi chú                                                                          |                                                                   |
| ---- | ---------------------------- | -------------------------------- | --------------------------------------- | -------------------------------------------------------------------------------- | ----------------------------------------------------------------- |
| 2018 | Ukiss                        | Mỹ phẩm                          | Đại diện phát ngôn thương hiệu          |                                                                                  |                                                                   |
| 2019 | Hoa Nhất / Husum             | Bàn chải đánh răng điện          | Đại diện phát ngôn nhãn hiệu            |                                                                                  |                                                                   |
| 2019 | Jessyline                    | Thời trang                       | Đại diện phát ngôn thương hiệu          |                                                                                  |                                                                   |
| 2020 | Hỉ Đa Đa                     | Nước dừa                         | Đại diện phát ngôn thương hiệu          |                                                                                  |                                                                   |
| 2020 | Ulike                        | Máy triệt lông laser             | Đại diện phát ngôn thương hiệu          |                                                                                  |                                                                   |
| 2020 | KORRES                       | Mặt nạ sữa chua                  | Đại diện phát ngôn thương hiệu          | Người phát ngôn đầu tiên của thương hiệu                                         |                                                                   |
| 2020 | ATTENIR                      | Dầu tẩy trang                    | Đại diện phát ngôn thương hiệu          | Người phát ngôn đầu tiên của Attenir Skin Clear Cleansing Oil                    |                                                                   |
| 2020 | Teenie Weenie                | Thời trang                       | Đại diện phát ngôn thương hiệu          | Người phát ngôn đầu của thương hiệu quần áo giới trẻ HQ Teenie Weenie khu vực TQ |                                                                   |
| 2021 | Hogan                        | Giày                             | Đại diện phát ngôn thương hiệu          | Thăng cấp danh phận lên người phát ngôn thương hiệu Hogan khu vực TQ             |                                                                   |
| 2021 | Richor                       | Thạch mật ong hối hận            | Đại diện phát ngôn thương hiệu          |                                                                                  |                                                                   |
| 2021 | Brand Calbee                 | Snack khoai tây                  | Đại diện phát ngôn thương hiệu          |                                                                                  |                                                                   |
| 2021 | Voolga                       | Mặt nạ Fuerjia&Huihuxi           | Đại diện phát ngôn thương hiệu          |                                                                                  |                                                                   |
| 2021 | Beneunder                    | Thời trang chống nắng            | Đại diện phát ngôn thương hiệu          |                                                                                  |                                                                   |
| 2021 | Nguyên khí mãn mãn           | Trà sữa                          | Đại diện phát ngôn thương hiệu          |                                                                                  |                                                                   |
| 2021 | Mihoo - tiểu mơ hồ           | Mặt nạ dưỡng da                  | Đại diện phát ngôn thương hiệu          |                                                                                  |                                                                   |
| 2021 | Tham Bán Khẩu Khang - Canban | Nước vệ sinh răng miệng          | Đại diện phát ngôn thương hiệu          |                                                                                  |                                                                   |
| 2021 | D-program An Cơ Tâm          | Dưỡng da                         | Đại diện phát ngôn thương hiệu          | Khu vực Châu Á - Thái Bình Dương                                                 |                                                                   |
| 2021 | Perfect Diary                | Mĩ phẩm                          | Đại diện phát ngôn thương hiệu          | Người phát ngôn dòng thanh xuân                                                  |                                                                   |
| 2022 | Bvlgari                      | Trang sức                        | Người phát ngôn / đại diện thương hiệu  |                                                                                  |                                                                   |
| 2022 | Stella Luna                  | Giày                             | Đại diện phát ngôn thương hiệu          |                                                                                  |                                                                   |
| 2022 | Olay                         | Chăm sóc cơ thể                  | Đại diện phát ngôn thương hiệu          | Danh phận mới                                                                    |                                                                   |
| 2022 | QINA                         | Mắt kính                         | Đại diện phát ngôn thương hiệu          |                                                                                  |                                                                   |
| 2022 | Guerlain                     | Nước hoa + chăm sóc da           | Đại diện phát ngôn thương hiệu          |                                                                                  |                                                                   |
| 2022 | Chando                       | Dầu gội đầu                      | Đại diện phát ngôn toàn cầu thương hiệu | Danh phận toàn cầu đầu tiên                                                      |                                                                   |
| 2022 | Skechers                     | Giày thể thao và Giày thời trang | Đại diện phát ngôn thương hiệu          |                                                                                  |                                                                   |
| 2022 | YAYA                         | Áo khoác lông vũ                 | Đại diện phát ngôn thương hiệu          |                                                                                  |                                                                   |
| 2023 | C / YOYIC                    | Sữa chua uống                    | Đại diện phát ngôn thương hiệu          |                                                                                  |                                                                   |
| 2023 | Lay's                        | Snack khoai tây                  | Đại diện phát ngôn thương hiệu          |                                                                                  |                                                                   |
| 2023 | Pepsi                        | Nước giải khát                   | Người phát ngôn / đại diện thương hiệu  |                                                                                  |                                                                   |
| 2023 | Somersby                     | Rượu giấm trái cây               | Đại diện phát ngôn thương hiệu          |                                                                                  |                                                                   |
| 2023 | Melissa                      | Giày dép                         | Đại diện phát ngôn toàn cầu thương hiệu | Người phát ngôn toàn cầu - danh phận cao nhất cho đến thời điểm 2023             |                                                                   |
| 2023 | SOFY                         | Băng vệ sinh                     | Đại diện phát ngôn thương hiệu          |                                                                                  |                                                                   |
| 2023 | IF                           | Nước dừa                         | Đại diện phát ngôn thương hiệu          | L‘OCCITANE                                                                       | người phát ngôn cho L'Occitane Body Care - dòng chăm sóc thân thể |

### Đại sứ thương hiệu
| Năm  | Thương hiệu           | Dòng sản phẩm                         | Thân phận          | Ghi chú    |
| ---- | --------------------- | ------------------------------------- | ------------------ | ---------- |
| 2019 | BobbiBrownChina       | Phấn highlight                        | Đại sứ thương hiệu |            |
| 2019 | MAC                   | SON MAC                               | Đại sứ thương hiệu |            |
| 2020 | Bobbi Brown Cosmetics | Mỹ phẩm                               | Đại sứ thương hiệu | Khu vực TQ |
| 2020 | Olay                  | Dưỡng da                              | Đại sứ thương hiệu | Khu vực TQ |
| 2020 | YouthIt               | Chăm sóc mắt Youthit Bilberry Complex | Đại sứ thương hiệu | Khu vực TQ |
| 2020 | VASELINE              | Mỹ phẩm chăm sóc da                   | Đại sứ thương hiệu |            |
| 2020 | Whisper Hộ Thư Bảo    | Băng vệ sinh                          | Đại sứ nhãn hiệu   |            |
| 2020 | Carebears             | Gấu bông                              | Đại sứ thương hiệu |            |
| 2020 | LUX                   | Chăm sóc tóc                          | Đại sứ thương hiệu |            |
| 2021 | Vương Lão Cát         | Trà thảo mộc hoa cỏ                   | Đại sứ năm mới     |            |
| 2021 | Bvlgari               | Trang sức                             | Đại sứ hình tượng  | Khu vực TQ |
| 2023 | Versace               | Thời trang cao cấp Ý                  | Đại sứ thương hiệu | Toàn cầu   |

### Bạn thân thương hiệu
| Năm  | Thương hiệu      | Dòng sản phẩm  | Thân phận            | Ghi chú    |
| ---- | ---------------- | -------------- | -------------------- | ---------- |
| 2020 | Adidas Originals | Giày dép       | Bạn thân thương hiệu | Khu vực TQ |
| 2020 | Moose Knuckles   | Áo phao        | Bạn thân thương hiệu |            |
| 2020 | Hogan            | Giày           | Bạn thân thương hiệu | Khu vực TQ |
| 2020 | Bvlgari          | Trang sức      | Bạn thân thương hiệu | Khu vực TQ |
| 2021 | RIMOWA           | Túi xách, vali | Bạn thân thương hiệu |            |

### Danh phận khác
| Năm  | Thương hiệu | Dòng sản phẩm | Thân phận                      | Ghi chú |
| ---- | ----------- | ------------- | ------------------------------ | ------- |
| 2021 | Dyson       | Máy sấy tóc   | Nhân viên trải nghiệm sức sống |         |

## Tạp chí
| Năm  | Số          | Tên tạp chí             | Ghi chú              |
| ---- | ----------- | ----------------------- | -------------------- |
| 2019 | Số tháng 5  | Z-ING T5                |                      |
| 2019 | Số tháng 6  | THUỴ LÊ                 |                      |
| 2019 | Số tháng 6  | MAGAZINE HỒNG TÚ GRAZIA |                      |
| 2019 | Số tháng 6  | MAGAZINE ALONE          |                      |
| 2019 | Số tháng 6  | MAGAZINE IDOL CHIC      |                      |
| 2019 | Số tháng 7  | Pupple                  |                      |
| 2019 | Số tháng 7  | MAGAZINE Trendy Now     |                      |
| 2019 | Số tháng 8  | MAGAZINE ECHOTIDE       |                      |
| 2019 | Số tháng 12 | VogueMe                 |                      |
| 2019 | Số tháng 12 | StarVideo               |                      |
| 2020 | Số tháng 8  |                         |                      |
| 2020 | Số tháng 8  | lnstyle                 |                      |
| 2020 | Số tháng 8  | Life Style              | Câu chuyện trang bìa |
| 2020 | Số tháng 8  | Tạp chí tuần san        |                      |
| 2020 | Số tháng 8  | BAZAAR MEN              |                      |
| 2020 | Số tháng 9  | Magazine ISSUE 2        |                      |
| 2020 | Số tháng 10 | LOFFICIEL               | Gương mặt đặc biệt   |
| 2020 | Số tháng 12 | VOGUE FILM              |                      |
| 2021 | Số tháng 1  | Hồng Tú Grazia          |                      |
| 2021 | Số tháng 3  | ELLE                    |                      |
| 2021 | Số tháng 8  | Harper’s Bazaar Jewelry |                      |
| 2021 | Số tháng 8  | RAYLI FASHION & BEAUTY  |                      |
| 2022 | Số tháng 2  | BBART                   |                      |
| 2022 | Số tháng 3  | OK                      |                      |
| 2022 | Số tháng 12 | IDEST                   |                      |
| 2022 | Số tháng 12 | MADAME FIGARO           |                      |

## Hội kiến fan
| Lịch trình hoạt động | Nền tảng      | hoạt động                                                         | Diễn viên khách mời                                                      |
| 5 tháng 6 năm 2020   |               | Hội kiến fan《Trần Thiên Thiên, ngày ấy bây giờ 》 tại Thượng Hải | với Đinh Vũ Hề , Thịnh Anh Hào , Trần Danh Hào, Thẩm Trì, Lưu Thư Nguyên |
| 28 tháng 9 năm 2020  | Tencent Video | Hội kiến fan 《Yêu em từ dạ dày 》                                | với Lâm Vũ Thân                                                          |